# Вектор-06Ц

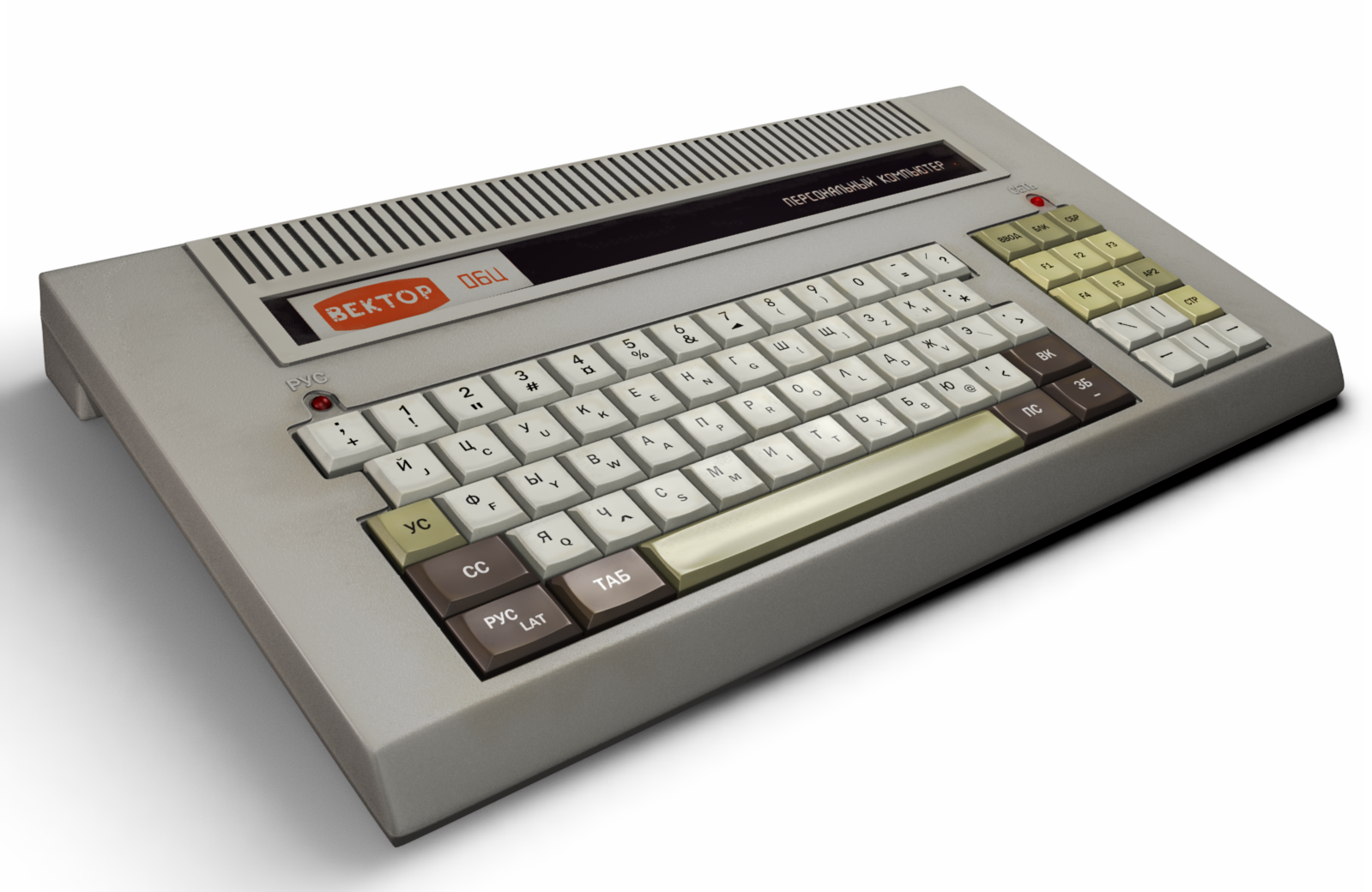
Комп'ютерна модель Вектор-06Ц

«Вектор-06Ц» — радянський домашній комп'ютер, створений у 1986 році.

## Історія
Домашній комп'ютер «Вектор-06Ц» розробили у середині 1980-х років радянські інженери з Кишинева Донат Теміразов та Олександр Соколов. Після успішної презентації на 33-й Всесоюзній радіовиставці 1987 року, де він отримав першу премію і привернув увагу. Спершу його виготовляли на заводі «Счетмаш» у Кишиневі, а згодом виробництво налагодили також на оборонних підприємствах у різних містах СРСР — зокрема в Астрахані, Волзькому, Кірові та Мінську. У 1988 році «Вектор» відзначили срібною медаллю ВДНГ СРСР, а в 1989 він посів перше місце серед 8-розрядних персональних комп’ютерів на конкурсі Держкомітету з науки і техніки. На той час його вартість становила 750 рублів.
У 1991 році «Счетмаш» представив оновлену модель «Вектор-06Ц.02», яка мала змінену схему, але залишалася повністю сумісною з попередньою.
«Вектор-06Ц» вирізнявся широкими можливостями і міг конкурувати з іншими радянськими ПК, а також зі Спектрум-сумісними моделями. Проте в середині 1990-х, із появою потужніших IBM-сумісних комп’ютерів, він поступово зник із ужитку.

## Основні технічні характеристики
- У комп’ютері використовувався процесор КР580ВМ80А, який працював на підвищеній тактовій частоті 3 МГц (за стандарту — 2,5 МГц). Проте через взаємодію з відеоконтролером машинні цикли розтягувались: наприклад, команди, що займають 4 або 8 тактів, виконувались відповідно за 4 і 8 тактів, але ті, що потребують 5 або 7 тактів — вже за 8, а 10-тактові — за 12.
- Оперативна пам’ять складала 64 КБ, з яких 8–32 КБ могли використовуватись під відеопам’ять. Решта — доступна користувачеві.
- ПЗП мало обсяг 512 байт або 2 КБ і містило лише завантажувач[2]: у першому випадку — тільки з магнітофона, у другому — також з флопі-диска, квазі-диска чи зовнішнього ПЗП. Бейсік і програми завантажувались з касети або іншого зовнішнього носія.
- Звук генерувався трьохканальним синтезатором на базі програмованого таймера КР580ВІ53. Також був один додатковий програмований звуковий канал.
- Екран підтримував апаратну вертикальну прокрутку. Комп’ютер мав можливість розширення через системну шину та порти введення-виведення.
- Незважаючи на велику кількість мікросхем — до 105 штук[3] — схема була відносно проста: без дефіцитних чи спеціалізованих компонентів на кшталт ULA або БМК. У кінці 1980-х років вартість «Вектора-06Ц» становила 750 рублів, що було на 100 рублів дорожче за БК-0010-01.

### Відеосистема

Відеопам'ять ПК Вектор-06Ц

Комп’ютер підтримував кілька графічних режимів:
— Режим 256×256 пікселів дозволяв одночасно виводити 2, 4, 8 або 16 кольорів із загальної палітри на 256 кольорів.
— У режимі 512×256 доступні 2 або 4 кольори з тієї ж палітри.
— У режимі 1024×256 — лише 2 кольори.
Відеопам’ять складалася з чотирьох сторінок по 8 КБ, які також називалися площинами (або бітовими шарами). Залежно від кількості задіяних площин змінювалася глибина кольору: одна площина — це чорно-біле зображення, дві — 4 кольори, чотири — 16 кольорів. Вимкнені площини можна було використовувати як звичайну оперативну пам’ять.

Також підтримувалася апаратна вертикальна прокрутка, а бордюр екрану міг бути будь-якого з 256 кольорів. При нестандартному програмуванні графічної підсистеми вдавалось отримувати спецефекти, наприклад — виводити понад 16 кольорів одночасно.

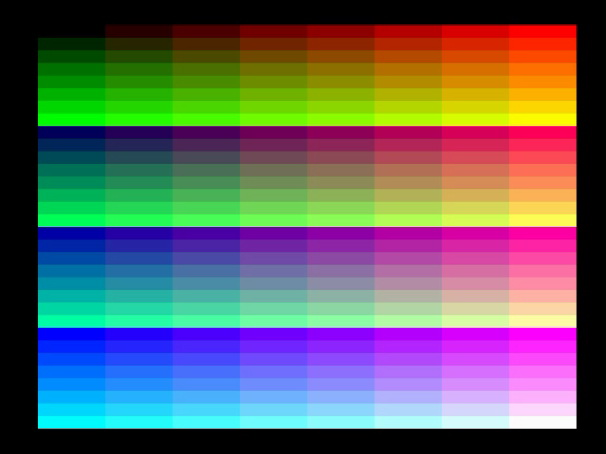
Тестове зображення демонструє всі 256 кольорів, які може відтворити «Вектор-06Ц». Для цього використовується швидка зміна палітри, що оновлюється в кожному кадрі телевізійного зображення.

У всіх графічних режимах можна було задавати колір рамки (бордюру) екрана — з будь-якого з 256 кольорів основної палітри. Відеосистема підтримувала плавну вертикальну прокрутку на апаратному рівні. За допомогою нестандартного програмування можна було досягати різноманітних візуальних ефектів, зокрема виведення більшої кількості кольорів, ніж стандартні 16.
Апаратного текстового режиму комп’ютер не мав — текст відображався за допомогою програмних засобів у графічному режимі. Для виводу зображення використовували побутовий телевізор з відеовходом або монітор з телевізійною розгорткою. 

### Звук
Вбудована звукова підсистема виводила звук на один вбудований міні-динамік, а також на лінійний вихід для підключення до магнітофона. Звуковий генератор, реалізований на базі програмованого таймера КР580ВИ53, дозволяв синтезувати монофонічні мелодії з триканальною поліфонією. Звук заданої частоти генерувався практично без участі центрального процесора, що давало змогу виводити музику паралельно з іншими процесами, які навантажували процесор. Водночас звук мав лише прямокутну хвильову форму, а програмне регулювання гучності було неможливим. У режимі генератора імпульсів заданої тривалості таймер КР580ВИ53 міг використовуватися для програмного відтворення оцифрованого звуку, приблизно на рівні 7-бітного цифро-аналогового перетворювача з частотою дискретизації близько 7–8 кГц. Частоту дискретизації можна було підвищити, зменшуючи кількість рівнів сигналу, тобто ефективну розрядність.
На початку 1990-х сторонні розробники створили варіанти підключення зовнішнього, більш функціонального звукового контролера General Instruments AY-3-8910 з трьома звуковими каналами та генератором шуму. Такі модулі підключалися до системного роз’єму ВУ або до порту принтера ПУ.

### Можливості розширення

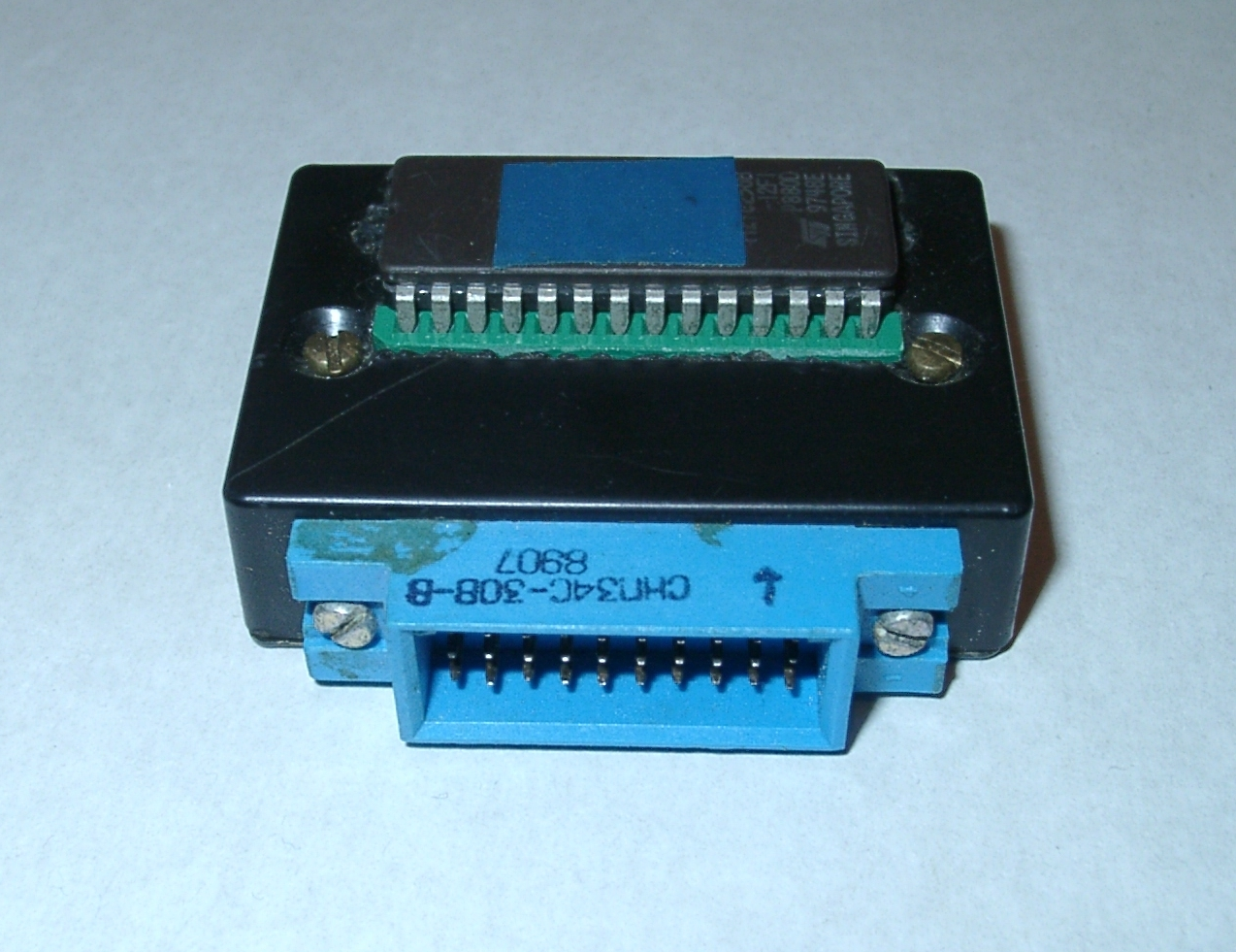
Саморобна плата розширення постійної пам'яті для Вектора-06Ц

На задній панелі комп’ютера розміщено два роз’єми розширення, які дають змогу підключати різні периферійні пристрої. У заводській комплектації додаткові модулі до цих роз’ємів не постачалися, проте їх можна було придбати окремо.

### Зберігання даних
У базовій комплектації «Вектор» не мав ніяких додаткових пристроїв зберігання даних, накопичувачем даних слугував побутовий касетний магнітофон, що під'єднувався до відповідного роз'єму комп'ютера, а програми записувалися на звичайні аудіокасети. На 60-хвилинну касету могло поміститися до 512 КБ даних.

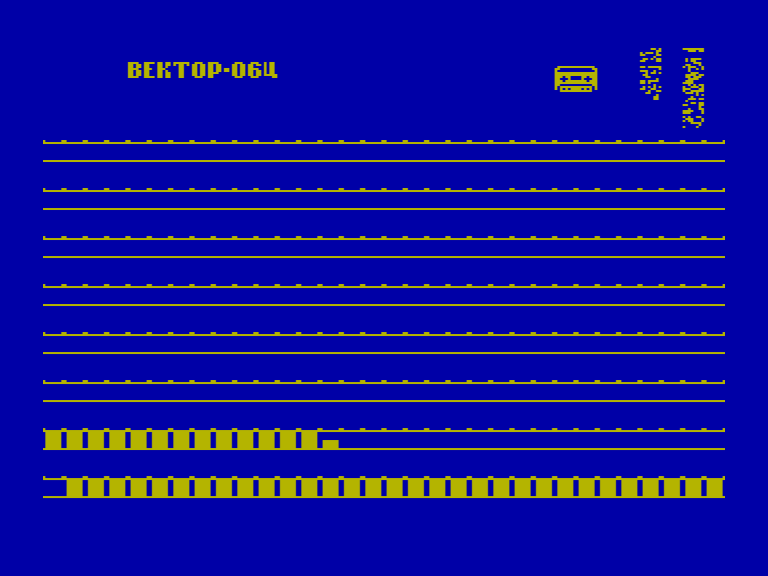
Типовий вигляд екрана «Вектора» під час завантаження з магнітофона (варіант з постійною пам'яттю 2 Кб)

Стандартний формат запису на касету відрізнявся тим, що дані розбивалися на короткі блоки по 256 байт, кожен з яких був забезпечений власним заголовком. В кожному заголовку містилося досить інформації для того, щоб завантажувач міг читати блоки в довільному порядку. Це дозволяло повторно завантажити збійні блоки, не повторюючи зчитування файлу цілком. Крім того, процес завантаження блоків наочно відображений на екрані у вигляді характерної «матриці» з стовпчиків, що заповнювалися по мірі зчитування блоку даних. Схоже розбиття на короткі блоки застосовувалося у форматі запису комп'ютерів Atari 400/800, однак заголовки блоків не містили даних про файл.
Крім стандартного формату запису на касету, для «Вектора» було створено кілька удосконалених варіантів блокової запису даних, які дозволяли ще більше збільшити надійність зберігання інформації і прискорити процес завантаження програм в кілька разів.
Схема «Вектора» спочатку передбачала підключення зовнішнього модуля розширення пам'яті об'ємом 64 або 256 Кбайт, який називався «квазідиском», тому що призначався для використання як дисковий накопичувач. Спеціально адаптована версія МікроДОС дозволяла працювати з квазідиском як з дискетою. Початкове завантаження квазідиска здійснювалося з касетного магнітофона чи з дисководу. Існували сторонні розробки з об'ємом пам'яті до 2 МБ. Деякі програми вимагали наявності квазідиска і використовували його в як додаткову оперативну пам'ять.
У «Векторі» передбачалося використання 5,25" або 3,5" дисковода через зовнішню схему контролера НГМД. Сторонніми розробниками було створено кілька несумісних між собою схем контролерів і адаптовані операційні системи CP/M і МікроДОС. Ємність дискет становила 640 або 800 КБ.
Крім того, був розроблений ROM-диск об'ємом 65 КБ або більше, на якому зазвичай розміщувалися часто використовувані програми, наприклад: Бейсік, монітор-відлагоджувач, текстовий редактор. Була створена схема підключення жорсткого диска з можливістю розбиття диска на логічні області та операційна система з підтримкою таких дисків.
Для забезпечення підтримки всіх пристроїв було створено кілька версій вбудованого завантажувача.

## Модифікації та похідні ПК

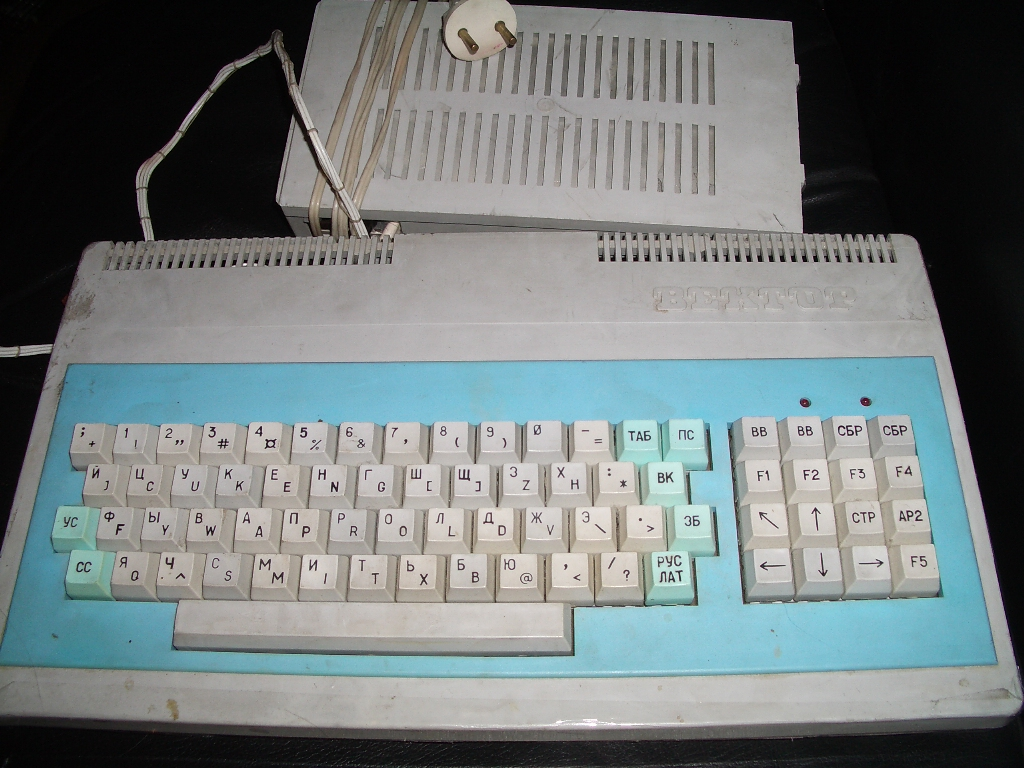
Вектор Старт-1200

Промисловістю випускалося кілька схожих з «Вектором-06ц» домашніх комп'ютерів. Модифікації базової моделі «Вектора-06ц»: Вектор-06Ц.02, Вектор Старт-1200, Кріста-2, ПК-6128Ц. Також була незалежна приватна розробка, яка називалася Вектор Турбо+.

### Вектор Старт-1200
«Вектор Старт-1200» продавався у вигляді конструктора. До постійної пам'яті був записаний початковий завантажувач і монітор. Відеосистема «Старту-1200» дозволяла вибрати одну з 32 можливих палітр кольорів, довільне програмування панелі[якої?] не підтримувалося.

### Кріста-2
Комп'ютер «Кріста-2» був створений за мотивами «Вектора-06ц» і зберіг часткову сумісність. Тактова частота «Крісти» була 2,5 МГц, незмінна палітра кольорів у постійній пам'яті, відрізняється реалізація відеорежиму високої роздільної здатності 512×256, доданий відеорежим 1024×256.

### ПК-6128Ц
В 1991р у Астрахані випускалася модифікація «Вектора-06Ц» під назвою ПК-6128ц. Відмітні особливості:
- Процесор: ИМ1821ВМ85А (аналог Intel 8085), 3 МГц
- Оперативна пам'ять: 128 КБ
- Постійна пам'ять: 16 КБ
- Адаптер локальної мережі зі швидкістю передачі 46 Кбод
- Вбудований контролер дисководу

Вектор Турбо+ був модернізацією заводського варіанту «Вектор-06Ц», розроблявся у в НПП «Інтек» (м. Володимир). Доробка включала в себе установку процесора Z80 на частотах 3, 6 і 12 МГц, розширення оперативної пам'яті до 1-2 МБ, поліпшення характеристик відеоадаптера до максимального режиму 1024×256 пікселів при 4 кольорах, наявність системного годинника, дисководи, клавіатури IBM AT, контролера переривань. Створено прототип, але серійне виробництво налагоджено не було.

## Програмне забезпечення
«Вектор-06ц» — один з небагатьох домашніх комп'ютерів, які марні без зовнішнього накопичувача з програмним забезпеченням (у нього відсутній навіть вбудований монітор-відлагоджувальник). При включенні комп'ютера попередньо необхідно підготувати магнітофон з програмним забезпеченням.
У комплект «Вектора-06ц» входила одна аудіокасета з кількома системними програмами та іграми. Додаткові програми можна було придбати у фірмах, які торгували комп'ютерними програмами для ПК.
Зміст аудіокасети із стандартної поставки:
- "Сторона 1"

1. Тест техпрогона[що це?] ROM
2. Бейсік v2.5 ROM
3. Реклама BAS
4. Інфор-1 BAS
5. Інфор-2 BAS
6. Самовчитель бейсика (10 програм) BAS
7. Калах BAS
8. Хокей BAS

- "Сторона 2"

1. Copy ROM
2. Тест пристроїв ROM
3. Йеті ROM
4. Тетріс ROM
5. Монітор-відладчик ROM
6. Редактор-асемблер MON
7. Реверсі BAS
8. Торпедна атака BAS

«Вектор» міг використовуватися як для навчання або роботи (програмування, тексти, таблиці, бази даних, малювання графіків, ілюстрацій тощо), так і для розваг. Як ігрова система він переважав усі інші радянські домашні комп'ютери[джерело не вказане 3230 днів] завдяки наявності унікальної багатоколірної (палітра 256 кольорів) і досить швидкої графіки, плавного апаратного вертикального скролінгу, можливості апаратного накладення до 4 планів зображення одне на одного, наявності 3-голосного звукогенератора і досить великого обсягу оперативної пам'яті.
Для «Вектора» було створено близько 400 ігор, що представляють всі основні жанри, характерні для ПК 1980-х років. Особливо виділялися «лабіринти» і «платформери», такі як «Адскок», «Амбал», «Йеті», «Гротоход», «Rise Out», «Putup», «Alibaba», «Eric», «Binary Land», «Pacman», «Boulder Dash», «Digger» та інші. Існували й різноманітні логічні та спортивні ігри — шахи, шашки, тетріси, більярди, сокобаны, реверсі, кольорові лінії, Filler, Lemmings і т. д. Багато «літалок-стрілялок» як з вертикальним скролінгом — «Політ», Death Fight, Back by LSI та ін., так і з горизонтальним — Cyber Mutant, «Планета птахів», «Зона майбутнього», Raider 2, «Морський мисливець», «Супутник смерті», «Десантник» і т. д. Непогано представлені бійки — After the war, International karate, Best of the best, Samurai та ін. Є кілька ігор з цієї 3D-графікою — начебто Pillars і Star wars — і псевдотрехмерные лабіринти — Maze, Alfred та ін, а також «як би тривимірні» «літалки» типу «Галактичний патруль» і «Полювання за вампіром». Звичайно, є й інші класичні ігри 80-х — Exolon, Pairs, Stop the express, Arkanoid, «Пітон», Crazy train, Lode Runner, Frogger, Cybernoid і багато інших. Дуже багато хороших ігор було перенесено практично без змін з ПК сімейства MSX, менше — з ZX Spectrum і IBM PC. Широкі графічні можливості «Вектора» у багатьох випадках дозволяли практично зі стовідсотковою точністю імітувати графіком MSX, Спектрума, IBM, PC та інших ПК.

Скріншоти ігор для Вектора-06Ц
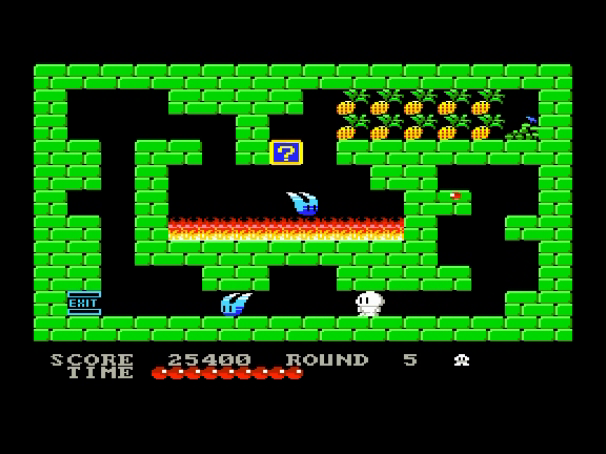
«Putup» — дуже популярна на «Векторі» адаптація гри з ПК стандарту MSX
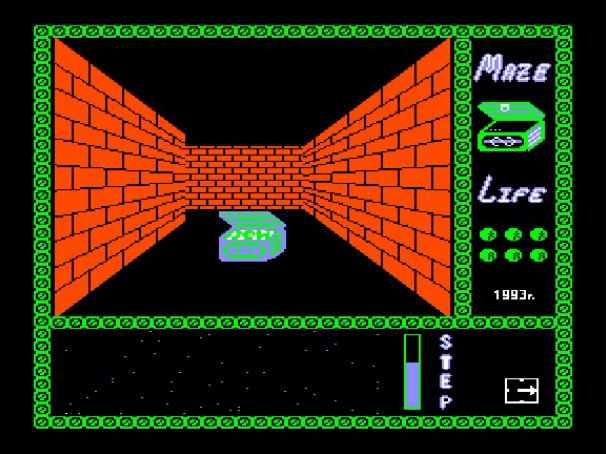
Псевдотривимірна гра «Лабіринт» Битюцкова С. Н. з дуже швидкою графікою
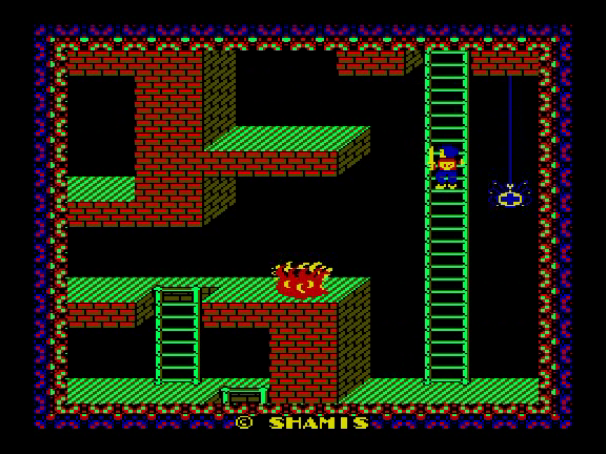
Гра «Гротоход» Е. Шамиса написана спеціально для «Вектора-06Ц»
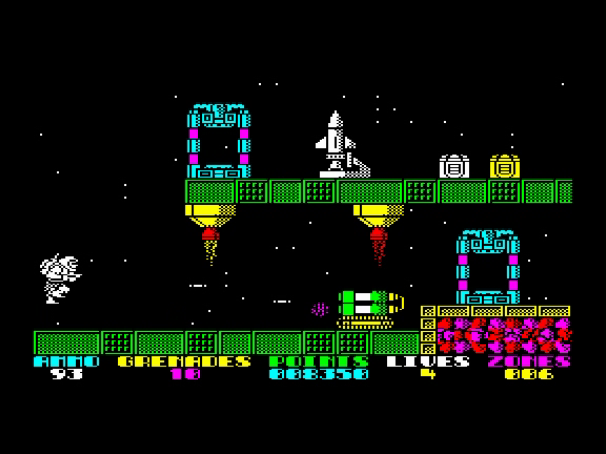
«Exolon» — чудова адаптація гри з ПК ZX Spectrum
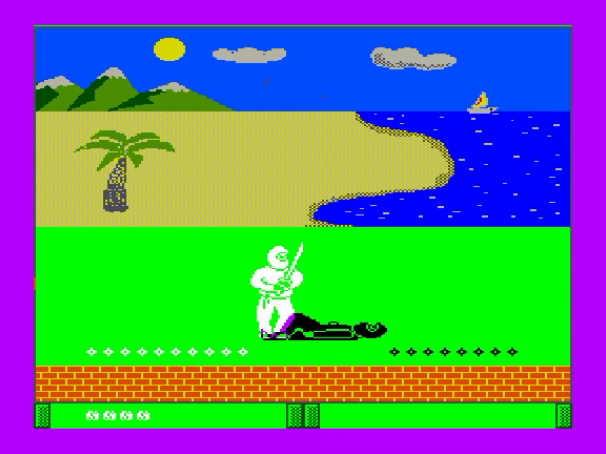
Гра «Самурай» А. Сергєєва і Д. Степанова
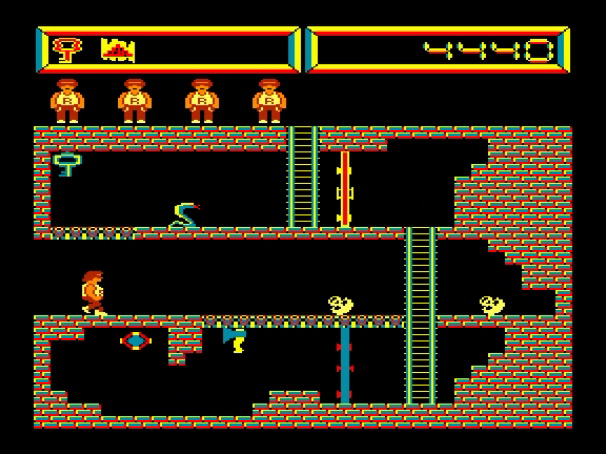
«Амбал» — одна з найпопулярніших ігор на «Векторі». Автор — Кузнєцов Р. В.

Крім ігор пропонувалися різні системні та прикладні програми, зокрема різні діалекти Бейсика, Паскаль, монітори-відлагоджувальники, асемблер, редактори тексту і графіки тощо. Наявність квазідиска та/або дисковода давала можливість використання ОС CP/M версії 2.2 і її варіанту, розробленого у СРСР — ОС МікроДОС. Це дозволяло використовувати програми, написані для CP/M, такі як: система керування базою даних dBase II, текстовий процесор WordStar, електронної таблиці SuperCalc, компілятори C, Ada, Pascal, LISP, асемблери та інші програми.
Був створений емулятор монітора, який дозволяв запускати програми для комп'ютерів Радіо 86РК, Мікроша, Спеціаліст без змін. Шляхом рекомпіляції за допомогою спеціальних програм адаптувалися окремі програми з ZX Spectrum і MSX.

## Спільнота користувачів
«Вектор» тримався в тіні більш поширених у СРСР ПК БК-0010 і аналогів ZX Spectrum, але мав значне число прихильників. Ентузіастами було написано велику кількість оригінальних ігрових та системних програм. Було створено багато оригінальних апаратних розробок і адаптовані деякі рішення, створені для інших платформ. Кілька фірм спеціалізувалися в підтримці Вектора і розробці програм для нього: кишинівський центр «Комп'ютер», московська фірма «Коман» та ін. Самвидавівським способом видавалися газети з апаратними схемами і описами програм: «Коман-Інфо» (фірма «Коман») і «Vector-User» (центр «Комп'ютер», потім В. Фіронов).
Ряд статей по схемотехніці «Вектора» і апаратним рішенням для нього публікувався в журналах «Радіоаматор» в період з 1992 по 1997 рік і «ПК для всіх» в 1994 році. Існували і чисто електронні видання: «Invector», «Володимир Вектор» та ін. В Санкт-Петербурзі в 1998 і 1999 роках ентузіастами проводився конкурс «DemosFan», де демонструвалися ігри та демо-програми для «Вектора».